# 南斯托克頓 (英國國會選區)
南斯托克頓（英語：Stockton South），英國國會一自治市選區，包括英格蘭東北部克里夫蘭斯托克頓南部。始設於1983年。
1987年保守黨取得該區議席，1997年又被工黨勝出。在2010年大選中保守黨的詹姆斯·沃頓以38.9%的選票、200多票之差擊敗尋求連任的達里·泰勒，使本區成為當年東北英格蘭兩個保守黨選區之一。